# 图纳斯
图纳斯是巴西南大河州的一个市镇。总面积217.969平方公里，总人口4378人，人口密度20.1人/平方公里。